# Kirill Peskov
Kirill Alexandrovitch Peskov (en russe : Кирилл Александрович Песков), né le 1er mai 1990 à Kyzyl (RSSA de Touva, URSS), est un cosmonaute d'essai russe du Centre d'entraînement des cosmonautes Youri-Gagarine. Il n'a pas d'expérience en vols spatiaux. Avant de rejoindre le corps des cosmonautes, il travaillait comme copilote sur Boeing 757/767 pour la compagnie aérienne Ikar.

## Jeunesse, études et travail
Kirill Peskov est né le 1er mai 1990 à Kyzyl, en RSSA de Touva (URSS),.
En 2007, il termine l'école no 14 de la ville de Nazarovo, dans le kraï de Krasnoïarsk. Après avoir terminé l'école, il entre à l'École supérieure d'aviation civile d'Oulianovsk (en) (spécialité « Exploitation en vol des aéronefs »), qu'il termine le 27 juin 2012, avec l'attribution de la qualification d'« ingénieur » et du grade militaire de « lieutenant de réserve ».
De septembre 2012 à juillet 2013, il travaille comme copilote sur Boeing 757 pour la compagnie aérienne Nordwind Airlines, à l'aéroport de Moscou-Cheremetievo, dans la région de Moscou.
À partir de juillet 2013 et jusqu'à son admission en tant que candidat cosmonaute, il exerce comme copilote sur Boeing 757/767 pour la compagnie aérienne Ikar, à l'aéroport international de Krasnoïarsk.

## Formation spatiale
Le 14 mars 2017, Kirill Peskov dépose sa candidature pour participer au nouveau recrutement de cosmonautes du Centre d'entraînement des cosmonautes Youri-Gagarine. Le 23 avril 2018, il reçoit l'approbation de la commission médicale principale. Le 9 août 2018, sa candidature est examinée lors de la réunion de la commission de sélection et le lendemain, à la suite des résultats de la commission interministérielle (IMC), il est nommé candidat cosmonaute du nouveau groupe 17.
Le 1er octobre 2018, il commence le cours de formation générale pour les cosmonautes au Centre d'entraînement Youri-Gagarine.
Du 30 janvier au 1er février 2019, en tant que membre d'un équipage simulé avec Alexeï Zoubritski et Evgueni Prokopiev, il participe à un entraînement aux actions après un atterrissage en zone forestière et marécageuse en hiver (« survie en hiver »).
Du 26 au 30 août, en tant que membre du groupe de candidats cosmonautes, il suit une formation de plongeur au centre de secours de Noginsk du ministère russe des Situations d'urgence. Le 30 août 2019, il réussit l'examen et reçoit la qualification de « plongeur ».
En octobre 2019, en tant que membre d'un équipage simulé avec Konstantin Borissov et Alexander Gorbounov, il effectue un cycle complet de formation à la « survie en milieu aquatique » (« sec », « long » et « court » entraînements) à la base du terminal maritime universel « Imeretinsky » sur la mer Noire dans le raïon d'Adler à Sotchi.
Le 25 novembre 2020, il passe l'examen d'État à l'issue du cours de formation générale pour les cosmonautes.
Le 2 décembre 2020, par décision de la commission interministérielle de qualification (IMQC) à la suite de la réunion au Centre d'entraînement des cosmonautes Youri-Gagarine, il reçoit la qualification de cosmonaute d'essai.
Le 7 juillet 2021, en tant que membre d'un équipage simulé avec Oleg Platonov et Konstantin Borissov, il participe à un entraînement de deux jours pour les actions après l'atterrissage d'un vaisseau spatial dans des conditions désertiques.
À partir de mai 2023, Kirill Peskov commence sa préparation en tant qu'ingénieur de vol pour l'équipage de réserve de l'Expédition 72 et l'équipage principal de l'Expédition 73, affectation précisée en 2024, en tant que doublure de Gorbounov sur le vol SpaceX Crew-9 (Expédition 72) et membre de l'équipage principal de SpaceX Crew-10. Cette mission décolle le 14 mars 2025 et Kirill Peskov rejoint la Station spatiale internationale.

## Vie personnelle
Kirill Peskov est marié.